# Procureur des Konings

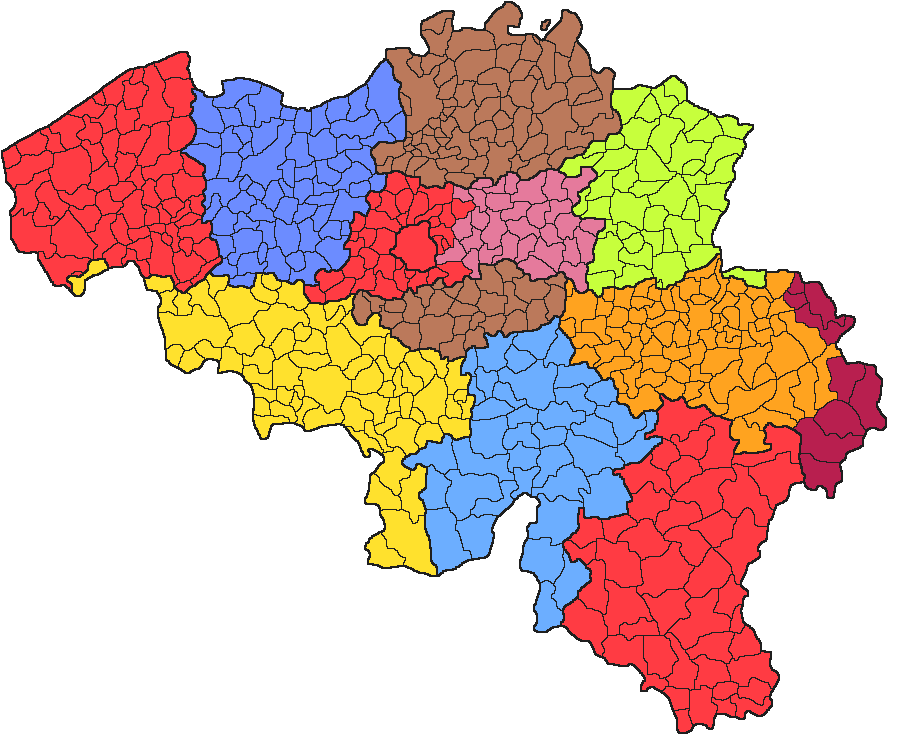
Belgische gerechtelijke arrondissementen sinds 1 april 2014

In België is een procureur des Konings een magistraat van het Openbaar Ministerie die het parket leidt en de strafvordering uitoefent in eerste aanleg.
Er is een procureur des Konings in ieder gerechtelijk arrondissement en een federale procureur die bevoegd is voor het hele grondgebied.
De procureur des Konings wordt bijgestaan door een of meer substituten.
De functie van een procureur des Konings is vergelijkbaar met een hoofdofficier van justitie van een arrondissement in Nederland.

## Geschiedenis
De oorsprong van het huidige openbaar ministerie in België situeert zich in het revolutionaire Frankrijk op het breukvlak van de 18de en de 19de eeuw. Tot 1815 onderscheiden we vier regimes (de gerechtelijke organisatie van 1790, van het jaar III, van het jaar VIII en van 1810). Het Franse openbaar ministerie van het ancien régime, een symbool van vorstelijke absolutisme, werd door de Assemblée Constituante afgeschaft en vervangen door een louter gerechtelijk orgaan.
Een decreet van 8 mei-27 september 1790 (Décret concernant les officiers nommés aux fonctions de commissaires du Roi dans les tribunaux) bepaalde dat de ambtenaren van het openbaar ministerie voortaan benoemd werden door de Koning en onafzetbaar waren, tenzij wegens een gevonniste beroepsmisdaad. Het decreet van 16-24 augustus 1790 splitste de bevoegdheden van het openbaar ministerie op over twee ambtenaren: de commissaris van de Koning (later regeringscommissaris) en de openbare aanklager. De commissaris van de Koning, gevoegd bij elke districtsrechtbank (vergelijkbaar met de rechtbank van eerste aanleg vandaag) en later ook bij elke criminele rechtbank (decreet van 17-23 september 1791), zag toe op de toepassing van de wetten en de tenuitvoerlegging van de vonnissen. In burgerlijke zaken beschikte hij slechts over vorderingsrecht. De wet van 20-22 oktober 1792 ontnam het openbaar ministerie elke uitoefening van de strafvordering. De grondwet van 24 juni 1793 ging nog een stap verder en schafte het openbaar ministerie af.

De grondwet van 5 fructidor jaar III (22 augustus 1795) en de wet van 19 vendemiaire jaar IV (11 oktober 1795) herstelden de gerechtelijke instellingen zoals deze door de Assemblée Constituante in 1790 op touw waren gezet. Tevens werd een verregaande vereenvoudiging van de gerechtelijke organisatie doorgevoerd. De districtsrechtbanken werden opgeheven en vervangen door één rechtbank per departement, conform de nieuwe bestuurlijke indeling. De grondwet werd na de annexatie van de negen "Belgische" departementen ook van kracht in deze contreien. De Code des délits et des peines van 3 brumaire jaar IV (25 oktober 1795) herdefinieerde de strafrechtelijke procedure en de organisatie van de rechtscolleges zetelend in strafzaken. Deze Code maakte een onderscheid in de verschillende taken van het openbaar ministerie, zijnde het recht om handelingen te verrichten, de opsporing en vaststelling van misdrijven en het recht om tegen de daders rechtshandelingen te verrichten die strekken tot strafvervolging. Het wetboek maakte ook een duidelijker onderscheid tussen de vordering met penale doeleinden en de vordering met burgerrechterlijke doeleinden. De eerste komt toe aan het volk – in de praktijk aan de daartoe gedelegeerde ambtenaren –, de tweede komt toe aan private partijen. 

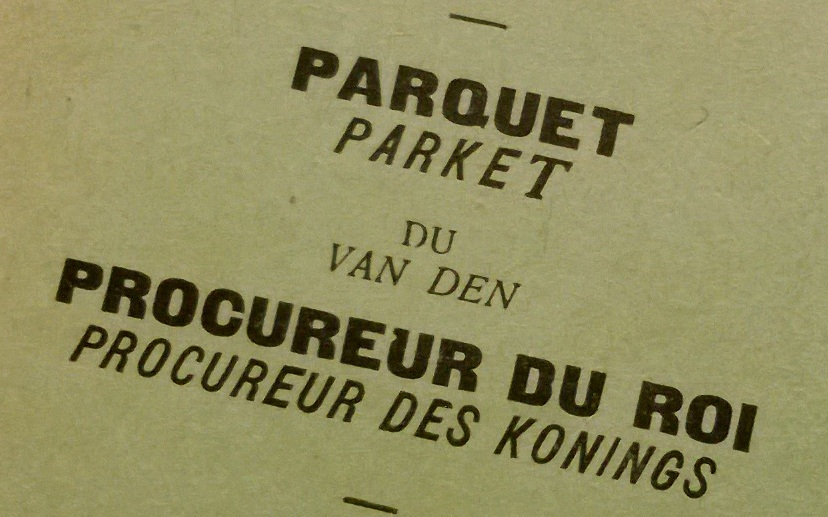

De consulaire grondwet van 22 frimaire VIII (13 december 1799) schafte de functie van openbaar aanklager af en hevelde diens taken over naar de commissaris van de regering. De wet van 27 ventôse jaar VIII (18 maart 1800), betreffende de organisatie van de rechtbanken, stelde in elk arrondissement één rechtbank van eerste aanleg in. Deze verving de burgerlijke in de departementen. De wet van 7 pluviôse jaar IX (27 januari 1800) herstelde een aantal instellingen die door revolutionaire wetgeving waren opgeheven in ere. Rechters werden voortaan weer benoemd en de magistraten van het openbaar ministerie konden wederom worden afgezet. De organieke senatus-consulten van 16 thermidor jaar X (4 augustus 1802) en 28 floréal jaar XII (18 mei 1804), de aanzet tot het Keizerrijk van Napoléon, voerden een hiërarchische controle op het openbaar ministerie in, die de tussenkomst van de regering mogelijk maakte. Vanaf 28 floréal jaar XII (18 mei 1804) kregen de commissarissen een nieuwe naam: ‘procureur-generaal’ (procureur-général impérial) voor de commissarissen bij de hoven van beroep en bij het hof van cassatie en ‘procureurs’ (procureur impérial) voor de commissarissen bij de andere rechtscolleges.
De wetten van 1810 (wet van 20 april en decreten van 6 juli en 18 augustus) versterkten de organisatie van het openbaar ministerie. De procureur-général impérial, die het openbaar ministerie vertegenwoordigde bij de keizerlijke gerechtshoven, werd bijgestaan door substituten en advocaten-generaal. De substituten die als openbaar ministerie fungeerden bij de rechtbank van eerste aanleg, waren de procureurs impériaux en de substituts des procureurs impériaux. Door de afschaffing van de criminele rechtbanken in 1810 kregen de procureurs-generaal (en hun substituten) er heel wat bevoegdheden bij. Ze stonden voortaan in voor het uitoefenen van de strafvordering binnen hun rechtsgebied, de orde in de rechtbanken, het toezicht op alle officieren van de gerechtelijke politie en ministeriële officieren van hun rechtsgebied, het toezicht op de uitvoering van de wetten, arresten en vonnissen en het optreden in bepaalde gevallen in burgerlijke zaken
De organisatie van het openbaar ministerie wijzigde nauwelijks onder het Hollandse bewind. De Belgische Grondwet van 1831 bevestigde deze gerechtelijke organisatie formeel.

## Taken en bevoegdheden
De bevoegdheden van het openbaar ministerie en dus ook van de procureur des Konings, worden beschreven in de artikels 137 tot en met 156 van het Gerechtelijk Wetboek. Het parket vervult een dubbele rol: enerzijds maakt het deel uit van de uitvoerende macht, anderzijds van de rechterlijke macht. In het eerste geval ziet het parket toe op de naleving van de wet, in het andere geval adviseren de magistraten van het parket de rechters bij de interpretatie van de wet.
De procureur des Konings oefent, onder het gezag van de minister van Justitie, de opdrachten van het Openbaar Ministerie uit bij de arrondissementsrechtbank, de rechtbank van eerste aanleg, de ondernemingsrechtbank, de arbeidsrechtbank en de politierechtbank van het arrondissement.
Het parket vervult een aantal taken en bevoegdheden: taken in verband met de rechterlijke organisatie, toezicht op de naleving van wetten en besluiten, rechtsprekende functies, taken van administratieve aard, taken en opdrachten in strafzaken en taken en opdrachten in burgerlijke zaken. De procureur staat in voor de uitoefening van de strafvordering, maar treedt ook op in burgerlijke zaken en zaken voor de arbeidsgerechten wanneer de wet het voorschrijft of zijn optreden wordt gevorderd.
Het parket vervult zijn belangrijkste rol als hoeksteen in de strafvordering. Wanneer een inbreuk wordt vastgesteld, maken de ordediensten hiervan een proces-verbaal op dat aan het parket wordt overgemaakt. Toen het Wetboek van Strafvordering werd opgesteld, ging men ervan uit dat ieder misdrijf door het parket zou vervolgd worden. Naast de mogelijkheid om tot vervolging over te gaan, kan het parket ook beslissen om een zaak zonder gevolg te klasseren (seponeren) of om de zaak zelf af te handelen (minnelijke schikking of bemiddeling). Een seponering betekent niet dat een zaak volledig is afgesloten. Indien er nieuwe elementen opduiken, kan de beslissing behoudens verjaring herzien worden. Het parket heeft het monopolie over de beslissing tot vervolging. Dit betekent dat er geen rechtsmiddel kan worden ingezet tegen een beslissing tot seponeren. Er dient een onderscheid gemaakt te worden tussen enkele types van seponeringen. Het technisch of processueel sepot berust op de vaststelling dat vervolging onmogelijk is (verjaring van de feiten, overlijden van de verdachte, niet-geïdentificeerde verdachte, geen misdrijf). Als de vervolging technisch wel mogelijk blijkt te zijn, maar het parket dit niet opportuun acht, is er sprake van een beleidssepot. Hierbij houdt het parket rekening met het algemeen belang en niet met het belang van het slachtoffer.
Het beleidssepot wordt gebruikt wanneer de feiten niet ernstig zijn of wanneer vervolging een ongunstigere uitkomst zou opleveren dan niet-vervolging. Door een stijgende werkdruk en een onderbezetting wordt een groot aantal zaken zonder gevolg geklasseerd. In 1836 betrof het 14,83% van de zaken, in 1926 51,70% en in 1982 70,36%. Op penaal vlak beschikt het parket verder over bevoegdheden inzake strafuitvoering en eerherstel.
Ook in bepaalde burgerrechtelijke geschillen komt het parket tussen. Het betreft zaken waarbij aan het algemeen belang van de maatschappij wordt geraakt. Dit kunnen geschillen zijn die betrekking hebben op de staat van personen (echtscheidingen, afstamming, akten van de burgerlijke stand, adopties, huwelijken), faillissementen, geesteszieken, enz. In een aantal geval treedt het parket ook op als burgerlijke partij in een civielrechtelijke context (nietigverklaring van het huwelijk, ontbindingen van verenigingen zonder winstoogmerk en ontzettingen uit de ouderlijke macht).

## Organisatie
Het parket is een hiërarchisch gestructureerd korps waarvan de leden door de Koning benoemd en ontslagen worden. Bovenaan deze piramide staat de minister van Justitie, die via het positieve injunctierecht het openbaar ministerie de opdracht kan geven om een bepaalde zaak te onderzoeken en/of te vervolgen. De procureur-generaal bij het hof van cassatie is de hoogste magistraat van dit korps. Hij adviseert het hof van cassatie bij beslissingen en oefent toezicht uit op de procureurs-generaal bij de hoven van beroep en wordt in die taak bijgestaan door advocaten-generaal. De procureurs-generaal bij de hoven van beroep staan aan het hoofd van alle parketmagistraten bij de rechtbanken binnen hun rechtsgebied: de substituten van de procureurs des Konings, de procureurs des Konings, etc. In strafzaken staat de procureur-generaal bij het Hof van beroep in voor het opsporen van de misdrijven, het verzamelen van de bewijzen, het overleveren van de daders aan de bevoegde rechtscolleges, het uitbrengen van advies over de toepassing van de wet, en, in bepaalde gevallen, het instellen van rechtsmiddelen en het laten uitvoeren van straffen. De procureurs-generaal bij de hoven van beroep hebben ook als taak de procureurs de Konings bij te staan bij het uitoefenen van de strafvordering.
De functie van het parket bij de rechtbank van eerste aanleg wordt uitgeoefend door een substituut van de procureur-generaal bij het hof van beroep, de procureurs des Konings. Deze heeft als opdracht het opsporen en vervolgen van alle misdrijven waarvan de kennisname toebehoort aan de correctionele rechtbanken of de hoven van assisen. In 1878 werd zijn bevoegdheid uitgebreid tot misdaden gepleegd in het buitenland. Bij de grote rechtbanken krijgt de procureur des Konings hulp van een of meerdere eerste substituten. De procureur des Konings is verplicht om de procureur-generaal onmiddellijk in te lichten wanneer hij op de hoogte is gebracht van een misdrijf en moet diens bevelen omtrent de daden van gerechtelijke politie uitvoeren. In grote parketten krijgen de magistraten van het parket van hun procureur specifieke materies toegewezen. Zo bestaan er jeugdmagistraten, drugsmagistraten, hormonenmagistraten, rechtshulpmagistraten, strafbemiddelingsmagistraten, milieumagistraten, magistraten voor zware criminaliteit en fiscale magistraten.
In de meer recente geschiedenis werden er een aantal maatregelen genomen om het strafvervolgingsbeleid in de verschillende rechtsgebieden te stroomlijnen. De wet van 4 maart 1997 vormt de juridische basis voor het college van procureurs-generaal. Het college werd opgericht om te zorgen voor een coherente werking en voor de coördinatie van het strafrechtelijk beleid en tevens om toezicht te houden op de goede werking van het openbaar ministerie als geheel. Op 24 mei 1998 werd tijdens het Octopusoverleg (acht-partijenoverleg) besloten om een federaal parket op te richten met aan het hoofd een federale procureur. Deze federale procureur geeft leiding aan het federaal parket en is o.a. belast met de strafvordering inzake grensoverschrijdende zaken en de georganiseerde criminaliteit. De federale procureur is geen zesde procureur-generaal en geen vijftiende procureur des Konings, maar zweeft statutair ergens tussenbeide. Hij maakt geen deel uit van het college van procureurs-generaal, noch van de raad van procureurs des Konings, maar hij mag de vergaderingen wel bijwonen. Het college van procureurs-generaal wordt ondersteund door de raad van procureurs des Konings die ambtshalve of op verzoek van het college advies verlenen over de uniforme toepassing van de regels en over iedere zaak die verband houdt met de opdrachten van het openbaar ministerie. De verticale integratie van het openbaar ministerie, het federaal parket en de raad van procureurs des Konings werd vastgelegd bij wet op 22 december 1998 en van 12 april 2004.

## Lijst van Belgische procureurs des Konings
- Gerechtelijk gebied Antwerpen:
  - Antwerpen: Franky De Keyzer
  - Limburg: Frank Bleyen
- Gerechtelijk gebied Bergen:
  - Charleroi: Vincent Fiasse
  - Bergen-Doornik: Christian Henry
- Gerechtelijk gebied Brussel:
  - Brussel: Jean-Marc Meilleur
  - Halle-Vilvoorde: Ine Van Wymersch
  - Leuven: Hans Van Espen
  - Waals-Brabant: Jean-Claude Elslander
- Gerechtelijk gebied Gent:
  - Oost-Vlaanderen: Geert Merchiers
  - West-Vlaanderen: Filiep Jodts
- Gerechtelijk gebied Luik:
  - Eupen: Andréa Tilgenkamp
  - Luik: Philippe Dulieu
  - Namen: Vincent Macq
  - Luxemburg: Damien Dillenbourg

## Archief
- Archief van het parket van Aarlen
- Archief van het parket van Antwerpen
- Archief van het parket van Bergen
- Archief van het parket van Brugge
- Archief van het parket van Brussel
- Archief van het parket van Charleroi
- Archief van het parket van Dendermonde
- Archief van het parket van Dinant
- Archief van het parket van Gent
- Archief van het parket van Hasselt
- Archief van het parket van Hoei
- Archief van het parket van Ieper
- Archief van het parket van Kortrijk
- Archief van het parket van Leuven
- Archief van het parket van Luik
- Archief van het parket van Mechelen
- Archief van het parket van Nijvel
- Archief van het parket van Neufchâteau
- Archief van het parket van Oudenaarde
- Archief van het parket van Tongeren
- Archief van het parket van Verviers
- Archief van het parket van Veurne